# جائزة نوبل في الأدب 1916
مُنحت جائزة نوبل في الأدب لعام 1916 للشاعر والكاتب النثر السويدي فيرنر فون هايدنستام «تقديراً لأهميته كممثل رائد لعصر جديد في أدبنا». كان هايدنستام ثاني حائز على جائزة نوبل في الأدب السويدي بعد سلمى لاغيرلوف في عام 1909.

## الحائز على جائزة
كان فيرنر فون هايدنستام قائد جيل شعراء تسعينيات القرن التاسع عشر الذي أعاد إحياء الشعر السويدي. كانت مجموعته الأولى من القصائد («الحج: سنوات التجوال») Vallfart och vandringsår (1888)، والتي تحتوي على موضوعات شرقية في الغالب، تمثل حقبة جديدة في الأدب السويدي الحديث. شكل جديد من الشعر يتسم بالخيال الغني وعبادة الجمال على عكس المدرسة الواقعية الكئيبة التي كانت سائدة من قبل. في الأعمال الرئيسية مثل Hans Alienus (1892) وخاصة في Dikter (1895) («القصائد»)، يفتح هايدنستام منظورات للحياة الداخلية. اشتهر فيما بعد بالشعر الوطني المرتبط بالتاريخ السويدي في أعمال مثل إيت فولك (1902) («شعب واحد») وقصائد النثر في كارولينيرنا (1897-98) («رجال تشارلز»). تبع ذلك أعمال رئيسية مثل العمل النثرى التاريخي الملحمي Folkunga Trädet (1905-07) («شجرة فولكونجا») بما في ذلك Folke Filbyter و Bjälboarvet («وراثة BjäIbo»). في عام 1915، قبل عام من منح هايدنستام جائزة نوبل في الأدب، ظهر جانب آخر من كتابات هايدنستام في Nya Dikter («القصائد الجديدة»)، وهي مجموعة من القصائد الفلسفية بشكل أساسي. 

## الترشيحات
تلقى هايدنستام ترشيحه الأول لجائزة نوبل عام 1909 منذ ذلك الحين، تم ترشيحه في 11 مناسبة قبل أن يتم منحه في نهاية المطاف في عام 1916 وتلقى من خلالها ستة ترشيحات.
في عام 1916، تلقت لجنة نوبل 47 ترشيحًا لـ 28 شخصية، بمن فيهم رومان رولاند (الذي حصل على الجائزة المؤجلة لعام 1915)، وجورج براندس، وهنري جيمس، وبينيتو بيريز جالدوس، وأناتول فرانس (مُنحت عام 1921)، ولمجتمع أدبي واحد.
تم ترشيح 9 من المرشحين لأول مرة، من بينهم إريك أكسل كارلفيلدت (حصل عام 1931)، وبير هالستروم، وإيفان فرانكو، وجونار هيبرغ. تم ترشيح جمعية بالي للنصوص، وهي جمعية لنشر النصوص تأسست عام 1881، من قبل مؤسسها توماس ويليام ريس دافيدز. منذ عام 1916، لا تزال جمعية بالي للنصوص المجتمع الأدبي الأول والأخير المرشح لجائزة نوبل في الأدب. كانت الكاتبة الألمانية المثيرة للجدل إليزابيث فورستر نيتشه هي المرأة الوحيدة المرشحة. 

### قائمة المرشحون
| No. | المرشح                                  | البلد                        | المجالات                                                      |
| --- | --------------------------------------- | ---------------------------- | ------------------------------------------------------------- |
| 1   | أدولف فراي (1855–1920)                  | Switzerland                  | biography, history, essays                                    |
| 2   | كارل شبيتلر (1845–1924)                 | Switzerland                  | poetry, essays                                                |
| 3   | أناتول فرانس (1844–1924)                | France                       | poetry, essays, drama, novel, literary criticism              |
| 4   | Rabindranath Datta (1883–1917)          | India                        | poetry, pedagogy                                              |
| 5   | ايفان فرانكو (1856–1916)                | Ukraine                      | poetry, novel, short story, drama, literary criticism, essays |
| 6   | إليزابيث فورستر نيتشه (1846–1935)       | Germany                      | essays, autobiography                                         |
| 7   | The Pāli Text Society (founded in 1881) | United Kingdom               | translation, history, publications                            |
| 8   | ادمون بيكار (1836–1924)                 | Belgium                      | drama, law, essays                                            |
| 9   | Otokar Březina (1868–1929)              | Czech Republic               | poetry, essays                                                |
| 10  | Arne Garborg (1851–1921)                | Norway                       | novel, poetry, drama, essays                                  |
| 11  | كارل غيلوروب (1857–1919)                | Denmark                      | poetry, drama, novel                                          |
| 12  | رومان رولان (1866–1944)                 | France                       | novel, drama, essays                                          |
| 13  | Per Hallström (1866–1960)               | Sweden                       | short story, drama, poetry                                    |
| 14  | فرنر فون هايدنستام (1859–1940)          | Sweden                       | novel, short story, poetry                                    |
| 15  | Ángel Guimerá Jorge (1845–1924)         | Spain                        | drama, poetry                                                 |
| 16  | هنريك بونتوبيدان (1857–1943)            | Denmark                      | novel, short story                                            |
| 17  | Henrik Schück (1855–1947)               | Sweden                       | literary criticism, essays                                    |
| 18  | جورج برانديس (1842–1927)                | Denmark                      | literary criticism, essays                                    |
| 19  | هنري جيمس (1843–1916)                   | United States United Kingdom | novel, short story, drama, essays                             |
| 20  | غونار هايبيرغ (1857–1929)               | Norway                       | poetry, drama, literary criticism, essays                     |
| 21  | Harald Høffding (1843–1931)             | Denmark                      | philosophy, theology                                          |
| 22  | جاكوب كنودسن (1858–1917)                | Denmark                      | novel, short story, pedagogy, theology                        |
| 23  | إريك أكسل كارلفلت (1864–1931)           | Sweden                       | poetry                                                        |
| 24  | Troels Frederik Lund (1840–1921)        | Denmark                      | history                                                       |
| 25  | Ernst von der Recke (1848–1933)         | Denmark                      | poetry, drama                                                 |
| 26  | يوهاني أهو (1861–1921)                  | Finland                      | novel, short story                                            |
| 27  | أدولف فون هارناك (1851–1930)            | Estonia Germany              | history, theology                                             |
| 28  | بينيتو بيريث جالدوس (1843–1920)         | Spain                        | novel, short story, drama, essays                             |
| 29  | إميل فيرهارن (1855–1916)                | Belgium                      | poetry, essays                                                |

## النقد
كان قرار منح هايدنستام، وهو نفسه عضوًا في المؤسسة المانحة للأكاديمية السويدية، ثاني حائز على جائزة نوبل السويدية في سبع سنوات فقط، انتقادات من قبل البعض. على الصعيد الدولي، تم استقباله بشكل جيد. يُنظر إلى قرار منح هايدنستام على أنه نتيجة للنزعة القومية القوية في السويد في ذلك الوقت.